# Volcanic Ash Advisory Center

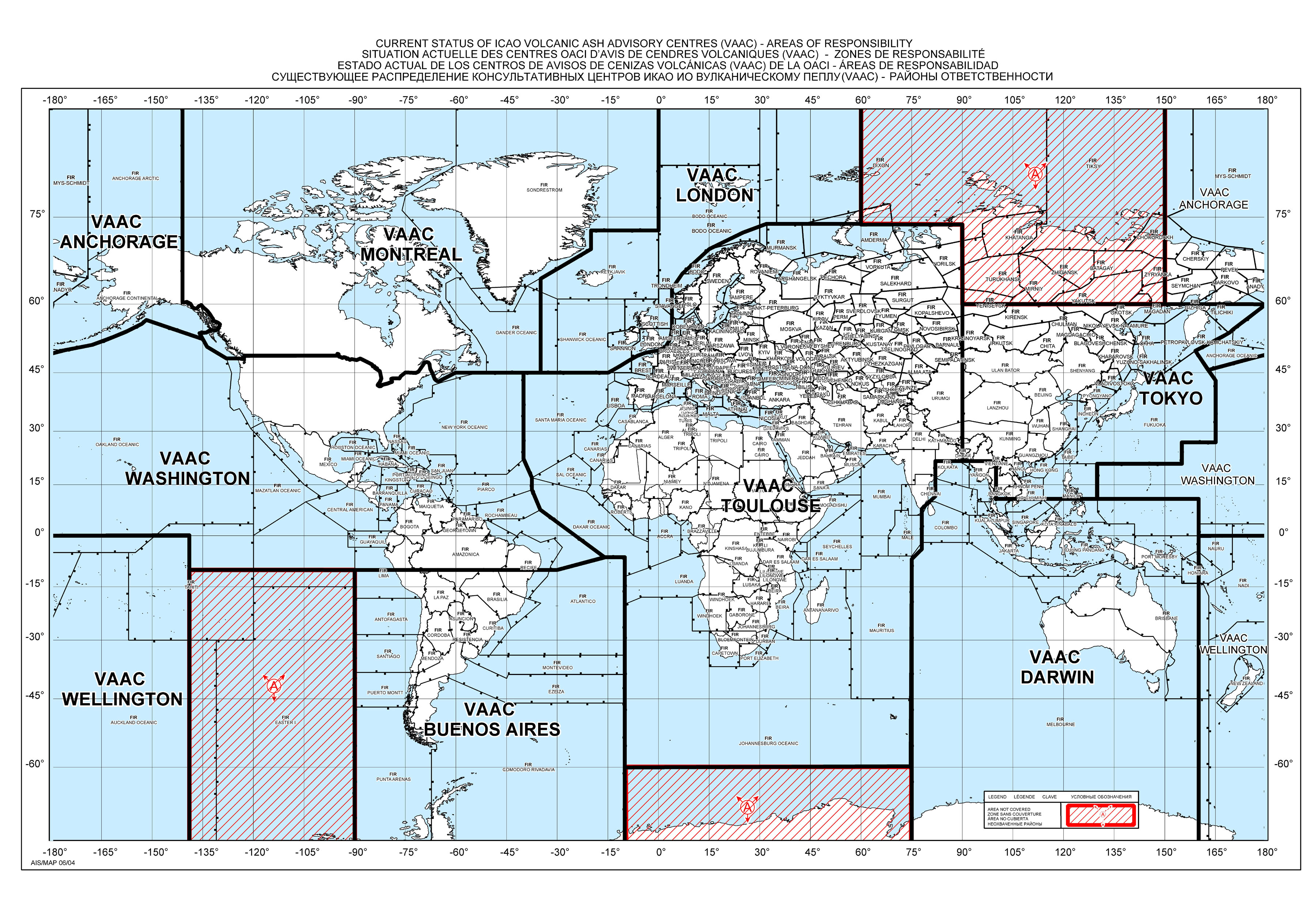
Überwachte Gebiete

Die Volcanic Ash Advisory Center (VAAC) sind neun von der Internationalen Zivilluftfahrtorganisation (ICAO) im Rahmen der International Airways Volcano Watch (IAVW) beauftragte Warnzentren. Diese werden von durch die ICAO bestimmten meteorologischen Organisationen betrieben. Sie wurden ab 1993 aufgebaut, um das Auftreten von Vulkanasche in der Luft zu beobachten und um den Luftverkehr vor gefährlichen Aschewolken zu warnen. Vulkanasche kann neben anderen Einwirkungen den Ausfall von Düsentriebwerken verursachen und somit Flugzeuge gravierend gefährden.

## Standorte
Die Verantwortungsgebiete der einzelnen VAACs decken den größten Teil der Welt ab, mit Ausnahme eines Teils des südlichen Pazifischen Ozeans, des nördlichen Russlands, der Arktis und der Antarktis. Die Grenzen der jeweiligen Verantwortungsgebiete sind durch Koordinaten bestimmt oder decken sich mit dem entsprechenden Fluginformationsgebiet (FIR).
| Name         | Verantwortungsgebiet | Betreiber                                       |
| ------------ | --- | ----------------------------------------------- |
| Anchorage    | FIR: Anchorage Oceanic; Anchorage Continental; Anchorage Arctic und westlich davon bis zum 150° Ost, jedoch nördlich von 60° Nord | National Oceanic and Atmospheric Administration |
| Buenos Aires | südlich von 10° Süd zwischen 10° West und 90° West | Servicio Meteorológico Nacional                 |
| Darwin       | südlich von 10° Süd zwischen 100° Ost und 160° Ost, zusätzlich die Perth FIR zwischen 100° Ost und 75° Ost, die Colombo FIR sowie die Teile der FIRs Kuala Lumpur, Bangkok, Chennai, Rangun und Kolkata, die nicht zu den Verantwortungsbereichen von Tokio bzw. Toulouse gehören. | Bureau of Meteorology                           |
| London       | FIR: Bodø Oceanic, Reykjavík, Shanwick Oceanic, London, Scottish, Shannon | Met Office                                      |
| Montreal     | FIR: Gander Oceanic, Kanada einschließlich des Arktischen Ozeans, Reykjavík Søndre Strømfjord | Meteorological Service of Canada                |
| Tokio        | 60° Nord bis 10° Nord zwischen 90° Ost und den Grenzen zu den FIRs Oakland Oceanic, Anchorage Oceanic und Anchorage Continental | Japan Meteorological Agency                     |
| Toulouse     | Santa Maria Oceanic, den Regionen AFI bis 60° Süd, EUR westlich von 90° Ost (mit Ausnahme der FIRs London, Scottish und Shannon FIRs) sowie MID südlich von 71° Nord, aber westlich von 90° Ost                                                                                    | Météo-France                                    |
| Washington   | New York Oceanic, Oakland Oceanic und die kontinentalen FIRs der Vereinigten Staaten nördlich von 10° Süd und östlich von 140° West | National Oceanic and Atmospheric Administration |
| Wellington   | südwärts vom Äquator zwischen 160° Ost und 140° West | Meteorological Service of New Zealand           |

## Zwischenfälle mit Vulkanasche
- 24. Juni 1982: British-Airways-Flug 9
- 15. Dezember 1989: KLM-Flug 867
- 15. April 2010: Nach dem Ausbruch des Eyjafjallajökull trieben dessen Aschewolken direkt auf Mitteleuropa zu, worauf die Luftfahrtbehörden beschlossen, einen Großteil des europäischen Luftraums für mehrere Tage zu schließen.

## Belege
1. ↑  International Airways Volcano Watch Programme. International Civila Aviation Organization, abgerufen am 12. Oktober 2011 (englisch).